# Súľovské vrchy

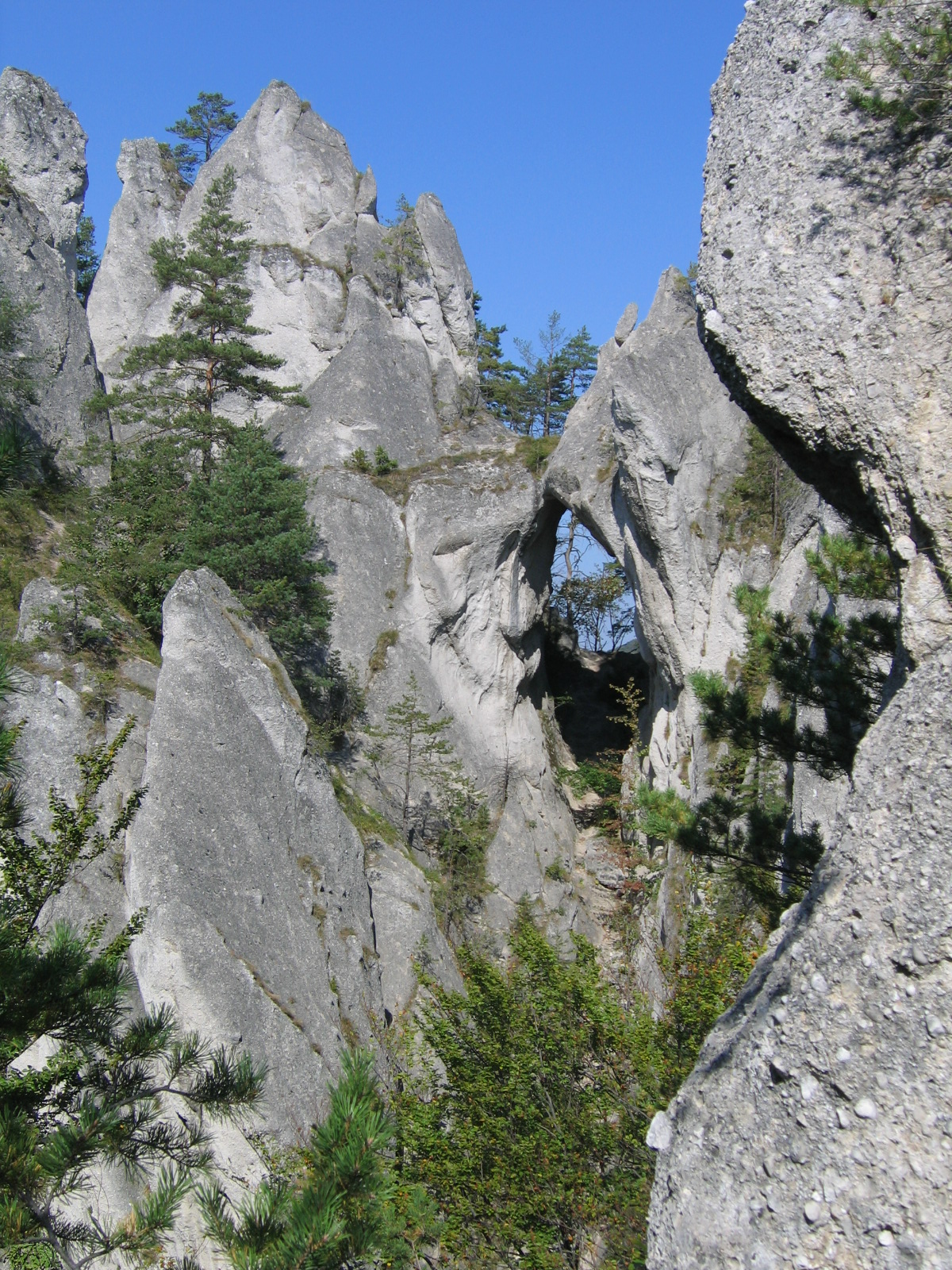
Die Súľovské skaly mit der Felsenformation Gotická brána (deutsch Gotisches Tor)

Die Súľovské vrchy innerhalb der Inneren Westkarpaten (rot hervorgehoben)

Die Súľovské vrchy (slow. plural, deutsch etwa „Höhen von Súľov“) ist ein kleiner Gebirgsstock im Nordwesten der Slowakei, etwa zwischen den Städten Považská Bystrica, Rajec und Žilina gelegen, zwischen den Tälern der Waag westlich und der Rajčanka östlich des Gebirges. Benannt ist das Gebirge nach dem Dorf Súľov, heute einem Teil der Gemeinde Súľov-Hradná. Es steht als Teil des Landschaftsschutzgebiets Strážovské vrchy unter Schutz.
Die Súľovské vrchy ist in drei Untereinheiten aufgeteilt:
- Skalky
- Súľovské skaly (etwa „Felsen von Súľov“)
- Manínska vrchovina (etwa „Bergland von Manín“)

Der höchste Berg ist der Veľký Manín mit 891 m n.m., einige weitere Berge sind der Žibrid (867 m n.m.), die Havrania skala (835 m n.m.), die Kečka (822 m n.m.) und die Skalky (778 m n.m.).
Im Südteil bei Záskalie findet man die durch den Bach Manínsky potok gebildeten Klammen Manínska tiesňava und Kostolecká tiesňava. Im Mittelteil nordwestlich von Súľov bilden die Súľovské skaly ein Gebilde von bizarren und spitzigen Felsenformationen (Felsnadeln, Kliffe, Felsöffnungen u. ä.). Baugeschichtlich sind die Ruinen von Burgen Hričov, Lietava und Súľov interessant.